# Norway in Revolt
Norway in Revolt (Alternativtitel: Men of Norway) ist ein Kurzdokumentarfilm, der als Teil der Wochenschau The March of Time im September 1941 ausgestrahlt wurde. Der 19-minütige Kurzfilm wurde für den 1942 für den Oscar nominiert.

## Handlung
Die Episode handelt vom Widerstand gegen den Nationalsozialismus in Norwegen. Vorgestellt wird das Trainingscamp „Little Norway“. Im Film werden illegale Radiosendungen gezeigt, sowie Nachteskorten, bei denen norwegische Widerstandskämpfer Frauen vor Angriffen deutscher Soldaten schützten. Des Weiteren werden Sabotageakte sowie Schmuggel und Fluchthilfe gezeigt.

## Hintergrund
Norway in Revolt war die 20. Episode in der achten Staffel von The March of Time und kam im September 1941 in die Kinos. Da keine Originalaufnahmen aus jener Zeit zur Verfügung standen, wurden die Szenen nachgestellt. Zum Teil beteiligten sich Flüchtlinge aus Norwegen an den Aufnahmen.